# Dead Man's Shoes (The Twilight Zone)
"Dead Man's Shoes" is een aflevering van de Amerikaanse televisieserie The Twilight Zone. Het scenario werd geschreven door Charles Beaumont en OCee Rich.

## Plot

### Opening
Nathan Edward Bledsoe, of the Bowery Bledsoes, a man once, a spectre now. One of those myriad modern-day ghosts that haunt the reeking nights of the city in search of a flop, a handout, a glass of forgetfulness. Nate doesn't know it, but his search is about to end, because those shiny new shoes are going to carry him into the capital of the Twilight Zone.
— Rod Serling

### Verhaal
Een dakloze man genaamd Nate Bledsoe vindt in een steegje een paar schoenen. De schoenen zijn van een slachtoffer van een maffia-afrekening.
Wanneer Nate de schoenen aantrekt, krijgt hij de persoonlijkheid van de vorige eigenaar. Hij besluit verder te gaan waar het slachtoffer van de afrekening gestopt is. Allereerst bezoekt hij diens vriendin. Hoewel zij Nate niet van gezicht kent, herkent ze de manier waarop hij haar kust als die van haar vermoorde vriend. Vervolgens bezoekt Nate een bar waar hij Dagget vindt, de man die bevel tot de afrekening had gegeven. Dagget voelt zich zo bedreigt door Nate, dat hij hem ook laat neerschieten.
Voor hij sterft zweert de geest van Daggets eerdere slachtoffer dat hij terug zal keren voor wraak. Nate’s lijk, met de schoenen nog aan, wordt gedumpt in een steegje. Daar wordt hij gevonden door een andere dakloze, die de schoenen steelt. Zo begint alles weer van voor af aan.

### Slot
There's an old saying that goes, 'If the shoe fits, wear it.' But be careful: If you happen to find a pair of size nine black and gray loafers, made to order in the old country, be very careful: You might walk into the Twilight Zone.
— Rod Serling

## Rolverdeling
- Nate Bledsoe: Warren Stevens
- Dagget: Richard Devon
- Wilma: Joan Marshall
- Chips: Ben Wright
- Sam: Harry Swoger
- Ben: Ron Hagerthy
- Daggets vriendin: Florence Marly
- Jimmy: Joseph Mell (als Joe Mell)

## Trivia
- Deze aflevering was de eerste waarin Rod Serling op het eind, na een preview van de volgende aflevering, reclame maakt voor het sigarettenmerk Chesterfield.
- Van deze aflevering werd tweemaal een remake gemaakt: eenmaal in The New Twilight Zone als Dead Woman’s Shoes en eenmaal in The Twilight Zone (2002) als Dead Man's Eyes.